# Phataginus
Phataginus is een geslacht van zoogdieren uit de  familie van de schubdieren (Manidae). De wetenschappelijke naam van het geslacht werd in 1821 gepubliceerd door Constantine Samuel Rafinesque-Schmaltz.

## Soorten
Er worden 2 soorten in dit geslacht geplaatst:
- Phataginus tetradactylus (Linnaeus, 1766) - Langstaartschubdier
- Phataginus tricuspis (Rafinesque, 1820) (Afrikaans boomschubdier)